# Löberöd

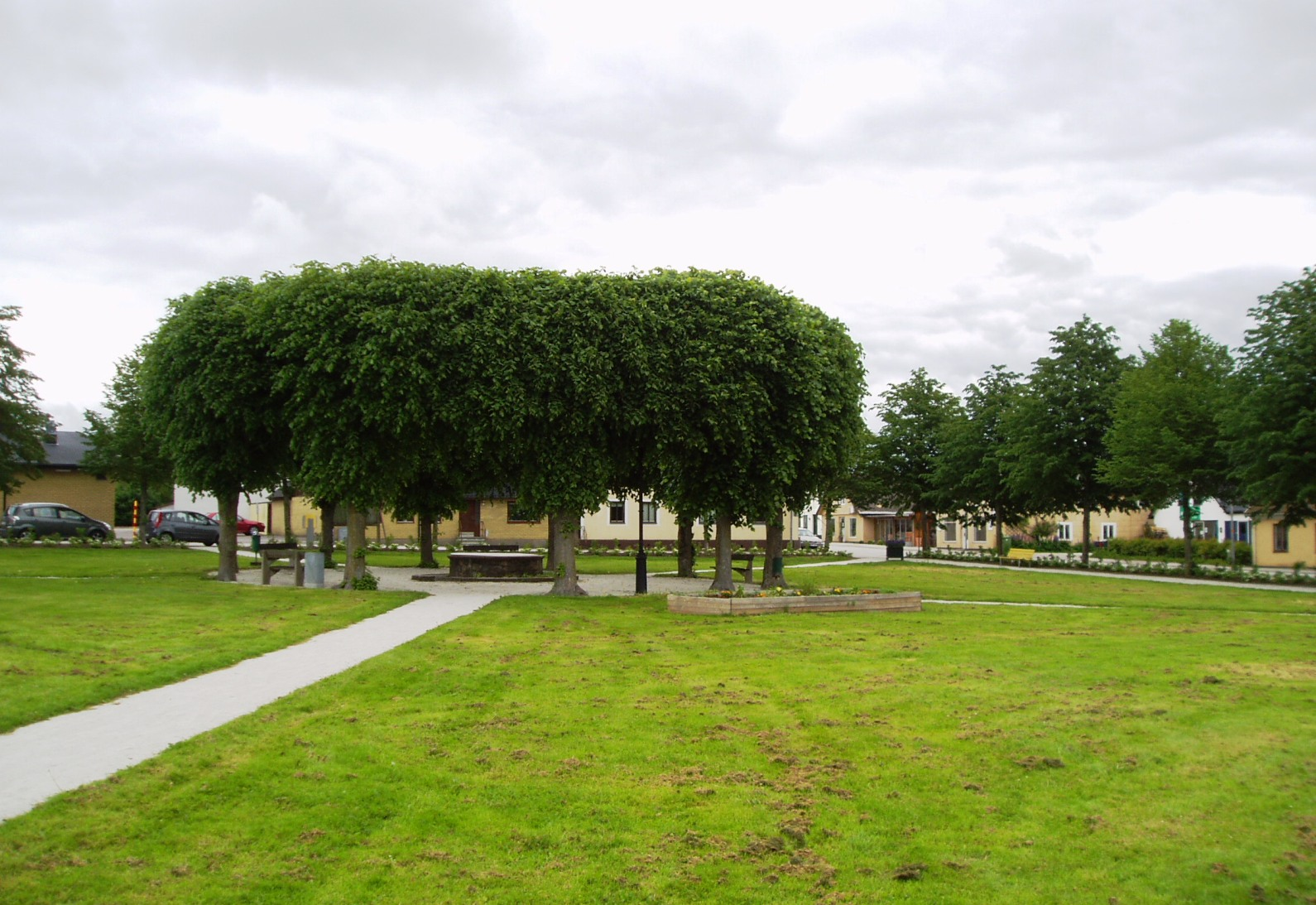
Gamla torget.

Löberöd är en kommungränsöverskridande tätort, huvudsakligen belägen i Eslövs kommun i Skåne län men även innefattande en mindre del av Höörs kommun.
Cirka två kilometer väster om centrala Löberöd ligger Löberöds slott.

## Förhistoria Högseröd[5]
Fynd från äldre stenålder verkar okända. RAÄ 7:1 innehåller lösfyndsamling med två flintyxor varav en spetsnackig och kan vara från tidigneolitikum. Flertalet lösfyndsamlingar i fornminnesinventeringen innehåller tjocknackiga eller tunnbladiga flintyxor.  RAÄ 6:1 tar upp lösfyndsamling på Löberöds skola som innehåller 2 hela flintyxor och 2 fragmentariska.
Från stridsyxkulturen finns uppgift om en grav hittad under grustäkt 1919. Graven grävdes av Folke Hansen och innehöll stridsyxa och håleggad flintyxa samt en yxa med konkav smalsida (RAÄ 14 Högsperöd, SHM 16294).  i samma grustäkt har även 2 flintyxor upphittats. Fyndet omnämnds av Folke Hansen i "En nyfunnen skånsk markgrav från stenåldern" i Fornvännen. De flesta fynden kan alltså härledas till mellanneolitisk tid. 
Senneolitisk tid representeras av fynd av flintdolkar på flera platser, 2 st på Sebbarp 3:3 och en på sebbarp 2:5. På Sebbarp 2:5 har också hittats en skafthålsyxa i bergart från senneolitisk tid förutom 2 tjocknackiga yxor.  RAÄ 20.2 ger uppgift om fynd av kolhaltig jord och slagg som eventuellt kan ha varit en järntillverkningsplats. (RAÄ står för Riks Antikvarie Ämbetets fornminnes inventering där nr anger fornlämningens nr, SHM Statens historiska museum och katalognummer) 
Sökning på SHM:s fyndkatalog gav bara stenåldersfynd. Ingenting om Högseröds socken senare förhistoria verkar känt.

## Historik

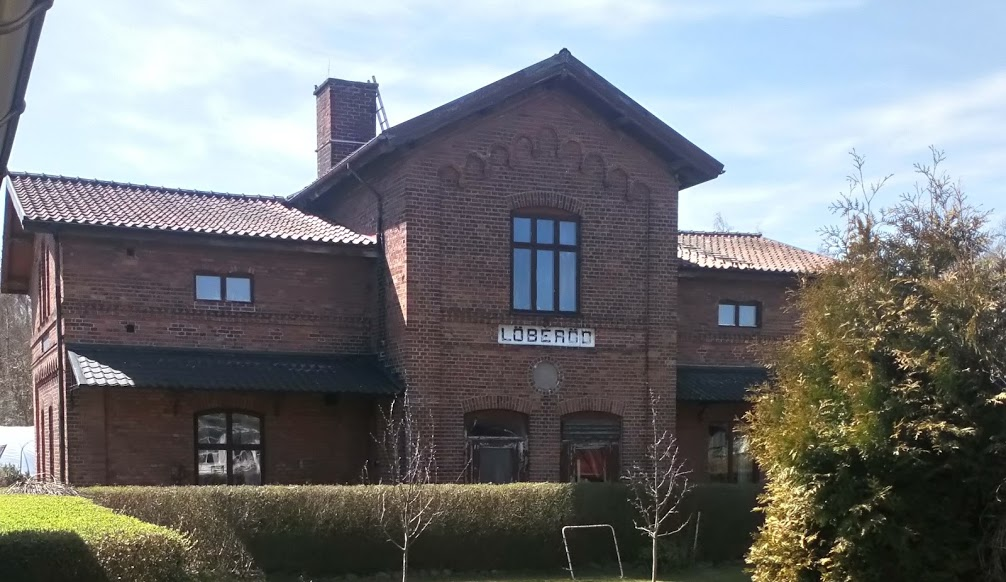
Löberöds stationsbyggnad i april 2019

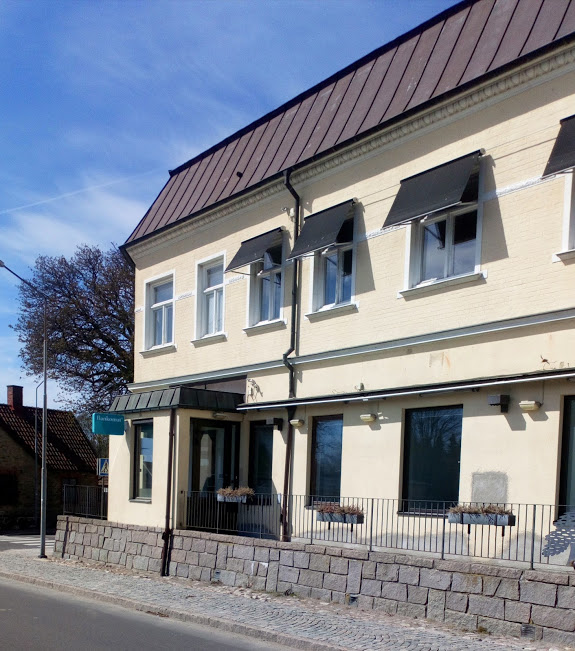
Bankhuset i Löberöd i april 2019.

Innan järnvägen Ystad-Eslövs järnväg anlades var platsen ren landsbygd. På platsen fanns en bondgård - Ölyckegården, som har gett namn till ortens skola och ortens serviceboende Ölyckegården. Orten växte fort efter järnvägens anläggande och fick bland annat ett järnvägshotell, flera affärer, bank, mejeri osv. Centrum i orten låg vid torget med hotell, bank och affärer. Där strålade också vägnätet samman med vägar mot Hörby, Västerstad och Rolsberga.
Löberöds stationssamhälle, beläget i Hammarlunda socken, uppstod efter tillkomsten av Ystad–Eslövs Järnväg (YEJ), vilken fullbordades 1866. YEJ förstatligades 1941 och persontrafiken på sträckan Tomelilla-Löberöd-Eslöv upphörde 1981 (godstrafiken nedlades redan 1975). I orten fanns Löberöds Andelsmejeri från 18 januari 1892 till 31 december 1969.
Löberöd är beläget i både Högseröds socken och Hammarlunda socken och ingick efter kommunreformen 1862 i Högseröds landskommun och Hammarlunda landskommun. I båda dessa landskommuner inrättades för orten 26 maj 1899 Löberöds municipalsamhälle. Landskommunerna och orten uppgick 1952 i Löberöds landskommun med municipalsamhället som där upplöstes 31 december 1954. Orten ingår sedan 1971 i Eslövs kommun. 
Samhällets idrottsplats (i omedelbar anslutning till samhället) är sedan beläget i Gudmuntorps socken dit även bebyggelsen i tätorten expanderat och är sedan 1971 en del av Höörs kommun. 

### Befolkningsutveckling
| Befolkningsutvecklingen i Löberöd 1900–2020                                       | Befolkningsutvecklingen i Löberöd 1900–2020 | Befolkningsutvecklingen i Löberöd 1900–2020 | Befolkningsutvecklingen i Löberöd 1900–2020 | Befolkningsutvecklingen i Löberöd 1900–2020 |
| --------------------------------------------------------------------------------- | ------------------------------------------- | ------------------------------------------- | ------------------------------------------- | ------------------------------------------- |
|                                                                                   |                                             |                                             |                                             |                                             |
| År                                                                                |                                             |                                             | Folkmängd                                   | Areal (ha)                                  |
| 1900                                                                              | 1900                                        |                                             | 559                                         | †                                           |
| 1960                                                                              | 1960                                        |                                             | 611                                         |                                             |
| 1965                                                                              | 1965                                        |                                             | 642                                         |                                             |
| 1970                                                                              | 1970                                        |                                             | 616                                         |                                             |
| 1975                                                                              | 1975                                        |                                             | 814                                         |                                             |
| 1980                                                                              | 1980                                        |                                             | 794                                         |                                             |
| 1990                                                                              | 1990                                        |                                             | 927                                         | 70                                          |
| 1995                                                                              | 1995                                        |                                             | 1 008                                       | 72                                          |
| 2000                                                                              | 2000                                        |                                             | 975                                         | 72                                          |
| 2005                                                                              | 2005                                        |                                             | 1 097                                       | 73                                          |
| 2010                                                                              | 2010                                        |                                             | 1 127                                       | 77                                          |
| 2015                                                                              | 2015                                        |                                             | 1 251                                       | 139                                         |
| 2018                                                                              | 2018                                        |                                             | 1 235                                       | 140                                         |
| 2020                                                                              | 2020                                        |                                             | 1 287                                       | 139                                         |
| Anm.: 2015 införlivades Kungabacken † Befolkning runt ett municipalsamhälle 1900. |                                             |                                             |                                             |                                             |

## Samhället
Det finns en livsmedelsbutik vid torget. Den ligger på samma plats som en äldre butik men är ombyggd och moderniserad. Den gamla skolan i orten har nu blivit bibliotek. Det finns en högstadieskola med elever i åk 1-9,  vid namn Ölyckeskolan i byn. Det fanns en sparbank i Löberöd som blev lokalkontor för Sparbanken Skåne när denna skapades. 31 januari 2018 stängdes kontoret av banken.
På vardagar finns bussförbindelse till Eslöv via Hurva, med linje 436.

## Kända personer
- Ricky Bruch (1946-2011), diskuskastare, var bosatt i Löberöd under början av 1970-talet; hans villa fungerade som en typ av ungdomsgård, om vilket han berättar i sina memoarer Gladiatorns kamp
- Fredrik Jensen (1985-), fotbollsspelare

- Herman Österlund (1873-1964), konstnär